# Skålö
Skålö ist ein Tätort in der Gemeinde Vansbro in der schwedischen Provinz Dalarnas län. Skålö wurde 1539 erstmals erwähnt. Der Tätort entstand erst 2015 durch Zusammenfassung des Småorts „Hulån och Ilbäcken“ mit Skålö und Duvnäs.
Der Ort liegt etwa 10 Kilometer östlich von Vansbro am Riksväg 66 (Europastraße 16) am Västerdalälven.